# Kaskadgran
Kaskadgran (Abies procera) är en art i ädelgranssläktet (Abies) hemmahörande i Nordamerika, längs västkusten från bergstrakter i norra Kalifornien och norrut mot Kanada. Den kan uppnå mot 90 meters höjd - eventuellt något mer vilket gör den till den högsta ädelgranen och ett av de högsta barrträden över huvud taget. Virket används i viss utsträckning som konstruktionsved och även för pappersmassetillverkning — ofta i blandningar med andra barrträd. Den är också populär som julgran.
Arten växer i låglandet och i bergstrakter mellan 60 och 2700 meter över havet. Vädret i regionel kännetecknas av korta somrar och av vinter som är rik på snö. Den årliga nederbördsmängden ligger mellan 1750 och 2600 mm. Trädet ingår i skogar tillsammans med jättehemlock, sitkagran, jättetuja, douglasgran, kustgran, arter av tallsläktet, berggran, purpurgran, berghemlock, engelmannsgran och Larix occidentalis. Den låga växtligheten utgörs av arter från odonsläktet, rododendronsläktet och vinbärssläktet.
På grund av intensivt skogsbruk minskade beståndet betydligt under 150 år. Sedan inrättades nationalparker och andra skyddszoner. IUCN listar arten som livskraftig (LC).